# TAQRO
TAQRO（たくろう）は、日本のイラストレーター、グラフィックデザイナー。
岸田教団&THE明星ロケッツのジャケットのアートワークを手がける。2016年には、自身がイラストを担当した「ワンダちゃん」のフィギュアが海洋堂から発売されている。